# 1960年ローマオリンピックのイタリア選手団
1960年ローマオリンピックのイタリア選手団（1960ねんローマオリンピックのイタリアせんしゅだん）は、1960年8月25日から9月11日にかけてイタリアの首都ローマで開催された1960年ローマオリンピックのイタリア選手団、およびその競技結果。

## 概要
今大会は金メダル13個、銀メダル10個、銅メダル13個の合計36個のメダルを獲得した。

## メダル
| メダル | 選手名                                                                                        | 競技   | 種目                       |
| ------ | --------------------------------------------------------------------------------------------- | ------ | -------------------------- |
| 金     | リビオ・ベルッティ                                                                            | 陸上   | 男子200m                   |
| 金     | リヴィオ・トラッペ アントニオ・バイレッティ オッタヴィオ・コリアッティ ジャコモ・フォルノーニ | 自転車 | 男子チームタイムトライアル |
| 金     | サンテ・ガイアルドーニ                                                                        | 自転車 | 男子スプリント             |
| 金     | サンテ・ガイアルドーニ                                                                        | 自転車 | 男子1000mタイムトライアル  |
| 金     | マリーノ・ヴィーニャ ルイジ・アリエンティ フランコ・テスタ マリオ・ヴァッロット               | 自転車 | 男子4000m団体追い抜き      |
| 金     | ジュゼッペ・ベゲット セルジョ・ビアンケット                                                   | 自転車 | 男子タンデムスプリント     |
| 銀     | リヴィオ・トラペ                                                                              | 自転車 | 男子個人ロードレース       |
| 銅     | アブドン・パミッチ                                                                            | 陸上   | 男子50km競歩               |
| 銅     | ジュゼッピーナ・レオーネ                                                                      | 陸上   | 女子100m                   |
| 銅     | ヴァレンティーノ・ガスパレッラ                                                                | 自転車 | 男子スプリント             |